# Гуарда (кратер)
Гуарда - імовірний метеоритний кратер, розташований в окрузі Гуарда в Португалії. Має 35 км у діаметрі. Вік оцінюється в 200 мільйонів років. Сам кратер знаходиться на північний схід від міського району Гуарда з центром удару, ймовірно, в 40°38′48.034″ пн. ш. 7°6′00.499″ зх. д. / 40.64667611° пн. ш. 7.10013861° зх. д.. Кратер значно постраждав від ерозії.